# Pedro de Silva y Sarmiento de Alagón
Pedro de Silva y Sarmiento de Alagón (Madrid, 1742 - Aranjuez, 6 de novembre de 1808) va ser un acadèmic espanyol.

## Biografia
Va ocupar els càrrecs de bibliotecari major del rei i cavaller comanador de l'Orde d'Alcántara a Eljas. Va ser membre de la Reial Societat Bascongada d'Amics del País i de les acadèmies de Nobles Arts de Madrid i de València. Va ser acadèmic de la Reial Acadèmia Espanyola, ocupant la cadira Z, i va col·laborar en l'edició del Diccionari de 1803, com ja havia fet en les edicions anteriors de 1780, 1783 i 1791. Va donar a la RAE un manuscrit del Libro de buen amor, de l'Arxipreste d'Hita, conegut com a códice Gayoso. Va ser el vuitè director de la Reial Acadèmia Espanyola entre el 4 de febrer de 1802 i el 6 de novembre de 1808.
Era germà de José Joaquín de Silva-Bazán, el seu predecessor en el càrrec de director de la Reial Acadèmia Espanyola.